# Тюсвелд, Мартейн
Мартейн Тюсвелд  (нидерл. Martijn Tusveld; род. 9 сентября 1993 в Утрехте, Нидерланды) —  нидерландский профессиональный  шоссейный велогонщик,  выступающий за команду мирового тура «Team Sunweb». 

## Достижения
2012
10-й - Тур Китая I - Генеральная классификация
2014
2-й - Париж — Тур U23
2015
2-й - Париж — Тур U23
2016
2-й - Истриан Спринг Трофи - Генеральная классификация
1-й - Этап 2
4-й - Тур Нормандии - Генеральная классификация
8-й - Тур Абу Даби - Генеральная классификация
2017
10-й - Тур Австрии - Генеральная классификация
10-й - Circuit de la Sarthe - Генеральная классификация